# Catocala sternecki
Catocala sternecki är en fjärilsart som beskrevs av Hirschke 1911. Catocala sternecki ingår i släktet Catocala och familjen nattflyn. Inga underarter finns listade i Catalogue of Life.